# Pyomélanine
La pyomélanine est l'un des cinq types de la mélanine. C'est un polymère issu de l'oxydation et de la polymérisation de l'acide homogentisique (HGA).

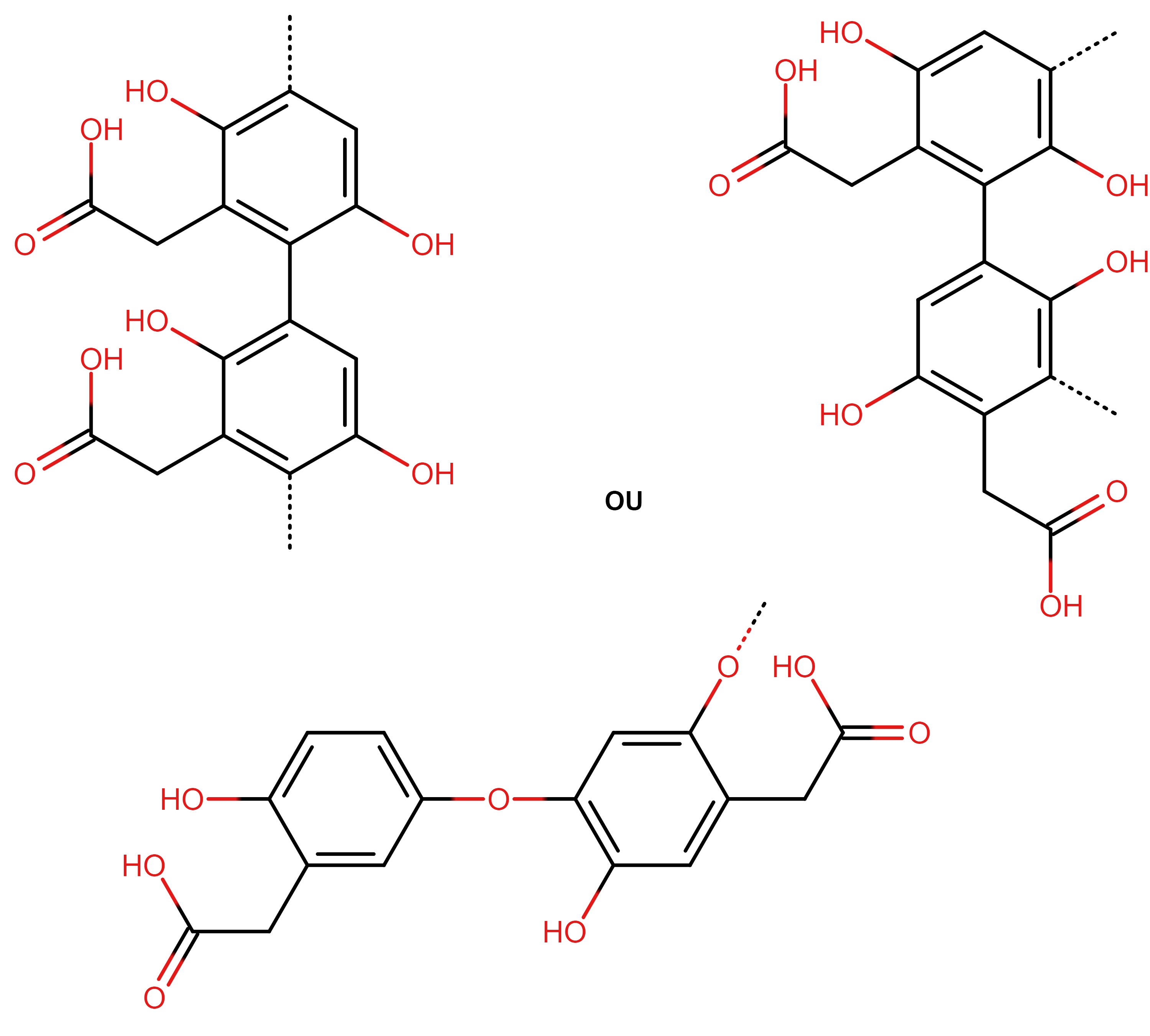
Différentes formes de polymérisation possible du HGA en pyomélanine

Ce pigment brunâtre peut être produit par des micro-organismes comme les bactéries et les champignons.
Il possède plusieurs propriétés, telles que la liaison métallique, l'oxydoréduction et le transfert d'électron, ainsi que des fonctions protectrices telles que l'activité antimicrobienne ou le stress anti-oxydatif. Ces propriétés sont principalement utilisées en cosmétique et en pharmacologie.

## Contexte Historique
La pyomélanine a été découverte pour la première fois en 1897 par un cavalier français. Cette molécule a été décrite comme un « bacille pyocyanique » par Maxime Radais, de la Faculté de Pharmacie de Paris. Pour soigner une maladie rare, l'alcaptonurie (ALK), apparue en 1902, des recherches ont conduit à la redécouverte du « bacille pyocyanique », qui a ensuite été réévalué et validé comme pyomélanine.

## Synthèse

### Synthèse Naturelle
Contrairement à d’autres types de mélanine, la pyomélanine est une molécule synthétisée dans le corps humain dans des cas spécifiques, par des micro-organismes comme les bactéries et les champignons. Cette molécule peut être produite dans certaines conditions pathologiques, ou en réponse à du stress environnemental.

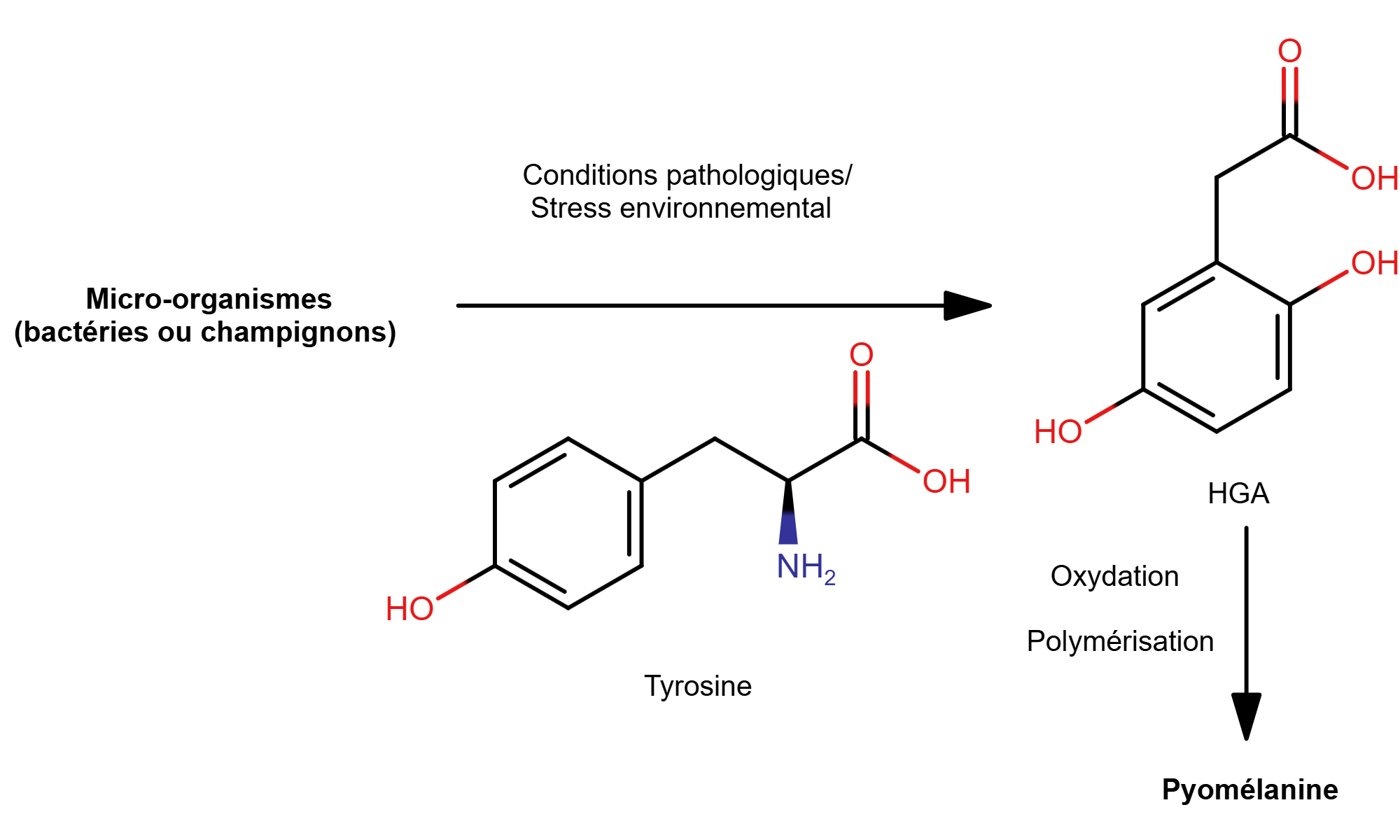
Schéma de la synthèse naturelle de la pyomélanine

Sa production est favorisée dans un milieu enrichi en tyrosine résultant d’une déficience enzymatique qui entraîne une accumulation d’acide homogentisique, produit par 26 gènes ce qui peut causer une maladie génétique : l’alcaptonurie. Dans ce cas, la production anormale de pyomélanine peut entraîner une ochronose, une coloration foncée/ noire des urines, une pigmentation inhabituelle en brun/gris de la peau, et une dégradation du cartilage de la peau (arthrite).
Dans un organisme sain, la production de la pyomélanine est donc bloquée par l’enzyme Homogentisate 1,2-dioxygenase qui empêche l’accumulation de HGA.

### Synthèse Artificielle
La pyomélanine peut être reproduite artificiellement en imitant la synthèse naturelle. Il faut d'abord transformer la L-tyrosine en acétate (de 2,5-dépôt) de médroxyprogestérone (2,5-DMPA), puis en HGA. Il existe deux méthodes de synthèse.

#### Méthode Chimique
L'HGA s'oxyde à l'aide d'hydroxyde de manganèse(II) en acide benzoquinone acétique (BQA) puis polymérise.

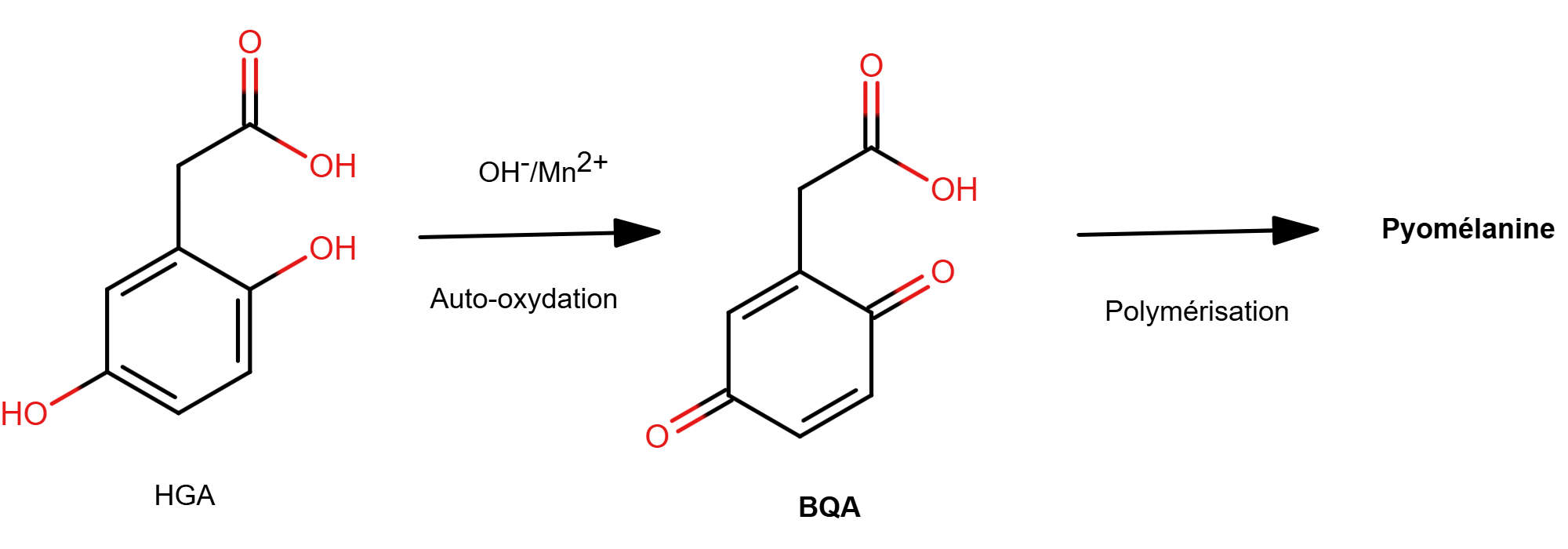
Schéma de la synthèse artificielle de la pyomélanine par oxydation

#### Méthode Enzymatique
L'HGA peut être accumulée par inhibition de l'enzyme homogentisate 1,2-dioxygénase dans différentes cultures bactériennes ou fongiques. Elle peut soit s'oxyder et devenir BQA, soit subir une décarboxylation plus poussée pour devenir de l'alcool gentisylique quinone. Ces deux derniers peuvent s'oxyder et se polymériser pour former de la pyomélanine.
Cette procédure est la plus pratique en raison de son processus en trois étapes successives. D'autres procédures existent, mais sont moins utilisées (en raison du coût des réactifs et de la complexité des réactions).

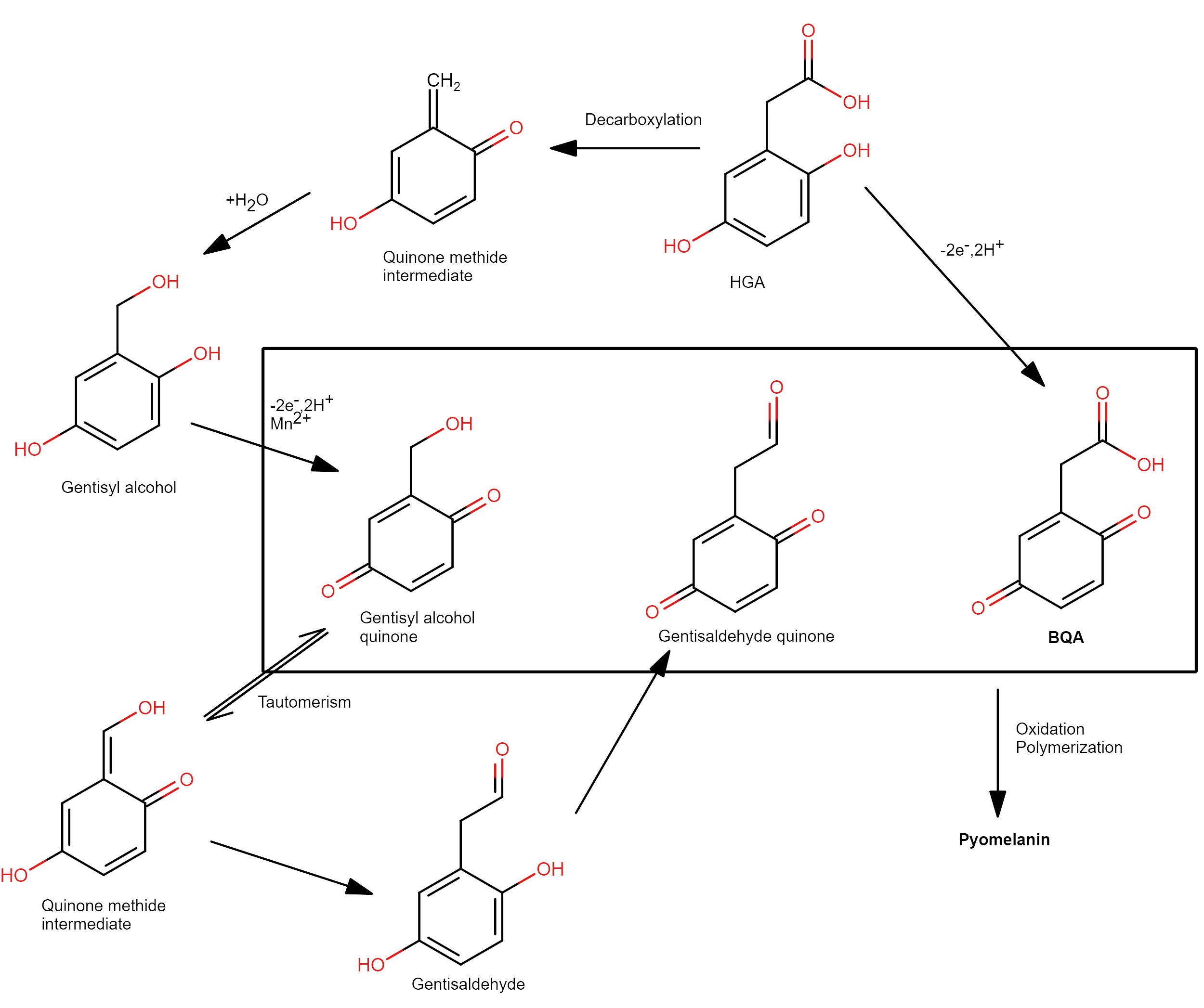
Schéma de la synthèse artificielle de la pyomélanine avec des enzymes

## Propriétés

### Activité Antioxydante
La pyomélanine possède des activités antioxydantes, comme en témoigne son interaction avec le DPPH (2,2-diphényl 1-picrylhydrazyle). La pyomélanine réduit le radical DPPH stable en sa forme non radicalaire, entraînant une diminution de l'absorbance, ce qui indique une forte activité de piégeage des radicaux libres. Des recherches ont montré qu'un gène hppD (4-hydroxyphénylpyruvate dioxygénase) et une faible expression du gène hppA (homogentisa dioxygénase) entraînent une production élevée d'acide homogentisique (HGA) qui s'oxyde ensuite pour former de la pyomélanine dans les micro-organismes. L'inactivation du gène hppA réduit la tolérance bactérienne au stress oxydatif causé par les agressions environnementales. La pyomélanine joue un rôle dans la protection des systèmes biologiques contre le stress oxydatif,.

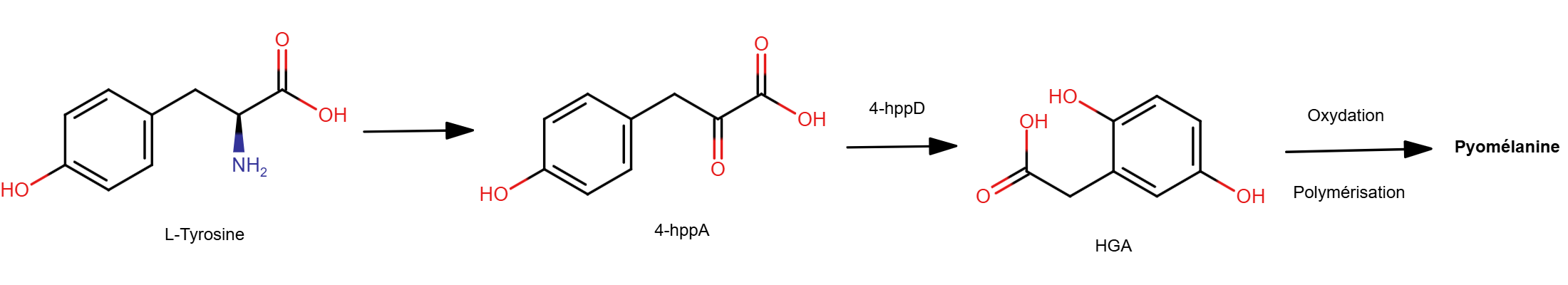
Schéma de la synthèse naturelle de la pyomélanine avec l'influence des gènes hppD et hppA

### Transfert d'électron
En raison de ses propriétés d'oxydoréduction, la pyomélanine joue un rôle dans le transfert d'électrons et la réduction du Fe³⁺ en Fe²⁺. Elle peut agir comme accepteur terminal d'électrons, navette d'électrons ou conduit facilitant le transport d'électrons. Cette propriété améliore la réponse en courant des biofilms, notamment dans les piles à combustible microbiennes, favorisant ainsi la production d'électricité. En outre, la pyomélanine contribue à la mobilisation et au stockage des cations dans l'environnement. Sous sa forme réduite, elle peut réduire en anaérobiose le Fe³⁺ en Fe²⁺, un processus crucial pour le maintien de l'homéostasie cellulaire, notamment chez les organismes dépourvus de transporteurs ou de sidérophores. Chez Legionella pneumophila, l'acide homogentisique (HGA) et la pyomélanine facilitent la réduction du Fe³⁺, rendant le Fe²⁺ disponible pour l'absorption bactérienne. De plus, lorsque les niveaux d'oxygène dissous sont faibles, le pigment HGA accélère la réduction des métaux en phase solide, contribuant ainsi à la survie de bactéries telles que Shewanella oneidensis MR-1.

### Activité Anti-inflammatoire modérée
L'effet de la pyomélanine sur l'inflammation repose principalement sur sa capacité à réduire les espèces réactives de l'oxygène, qui jouent un rôle dans les processus inflammatoires. Une étude a isolé la pyomélanine sous forme de nanogranules de pyomélanine (PNG) de très petites tailles et a évalué son activité anti-inflammatoire. Des tests sur des macrophages activés ont montré une réduction modérée de la production de radicaux ∙NO. L'analyse du lysat cellulaire de cette souche a révélé une inhibition significative de plusieurs enzymes inflammatoires tel que la cyclooxygénase, la lipoxygénase et la myéloperoxydase. Ces résultats suggèrent que la pyomélanine pourrait être utilisée dans des applications thérapeutiques pour moduler l'inflammation.

### Activité Antimicrobienne
De nombreux micro-organismes sont capables de produire de la pyomélanine, dans leurs souches, et pour certains, la production de quantités croissantes de pyomélanine rend certaines de leurs souches agressives, et cette surproduction de pyomélanine perturbe l'homogentisate oxydase (HGO). Cette hyperproduction favorise une meilleure adaptation aux infections chroniques.

### Radicaux Libres UV
La pyomélanine protège les micro-organismes contre les rayons ultraviolets, réduisant la formation de radicaux libres et augmentant leur résistance à la lumière. Des études ont été menées sur cette propriété de la pyomélanine, en particulier contre les rayons ultraviolets A (UVA), connus pour induire des espèces réactives de l'oxygène, générant des radicaux libres pouvant entraîner la réticulation et la dégradation du collagène.